# Лазар Ранђеловић
Лазар Ранђеловић (Лесковац, 5. августа 1997) српски је фудбалер. Тренутно је члан Олимпијакоса.

## Каријера

### Почеци
Родом из Пертата, Ранђеловић је наступао у млађим категоријама лесковачке Слоге. Недуго након свог пунолетства, августа 2015. године, прешао је у српсколигашки клуб Јединство из Бошњаца. Као члан овог клуба у сезони 2015/16, Ранђеловић је забележио 21 наступ и постигао један погодак. По окончању исте, Ранђеловић је приступио другом лебанском клубу, Радану. На тај начин се задржао у истој општини и наставио да игра у истом такмичењу, у ком је до краја 2016. наступио 15 пута и постигао 4 поготка за свој нови клуб. Исте године забележио је и свој први наступ у Купу Србије, одигравши утакмицу шеснаестине финала, против екипе Чукаричког, у ком је његов тим поражен резултатом 5-0 и елиминисан из даљег такмичења.

### Раднички Ниш
Почетком 2017, Ранђеловић је, после успешне пробе у нишком Радничком, потписао свој први професионални уговор са овим клубом у трајању од четири године. Убрзо затим вратио се у трећи степен такмичења, где је до краја сезоне 2016/17. наступао на двојној регистрацији за Цар Константин. По повратку са позајмице, Ранђеловић је прошао комплетне припреме са првим тимом Радничког, након чега је пријављен за такмичење у шампионату. За екипу Радничког дебитовао је на отварању сезоне 2017/18. у Суперлиги Србије, на гостовању Црвеној звезди, ушавши у игру уместо Марка Мркића у 73. минуту утакмице. Он је, потом уступљен прволигашу Динаму из Врања, где је наступао до краја сезоне. За овај клуб је забележио 26 лигашких наступа и постигао 9 погодака, доприневши на тај начин пласману Динама у највиши степен фудбалског такмичења у Србији, као другопласираном тиму на табели Прве лиге.
На старту сезоне 2018/19. у Суперлиги Србије, Ранђеловић се нашао у постави Радничког на обе утакмице у јулу месецу код тренера Ненада Лалатовића и у другој од њих, против Црвене звезде, скривио једанаестерац прекршајем над Марком Гобељићем. Такође, на првој утакмици другог кола квалификација за Лигу Европе, против Макабија у Тел Авиву, Ранђеловић се нашао на клупи за резервне играче. У европским такмичењима, Ранђеловић је потом дебитовао у другој утакмици против истог клуба, када се нашао у стартној постави Радничког на Чаиру, 2. августа 2018. На том сусрету забележио је асистенцију Александру Станисављевићу за коначних 2-2, након чега је Раднички елиминисан из квалификационог циклуса. Ушавши у игру на полувремену утакмице четвртог кола домаћег шампионата, уместо Душана Мићића, Ранђеловић је асистирао Риоти Номи за победу од 1-0 против екипе Вождовца, на Чаиру, 10. августа 2018. Свој први погодак за екипу Радничког, Ранђеловић је постигао на гостовању суботичком Спартаку, у 5. колу Суперлиге Србије, 19. августа 2018.
Пред крај летњег прелазног рока, 30. августа 2018, објављено је да је Ранђеловић постао играч грчког Олимпијакоса. Детаљи уговора том приликом су изостављени, док је споразумом два клуба договорено да играч остане у Радничком до краја сезоне. Неколико дана касније, Раднички је објавио да је вредност трансфера износила 550 хиљада евра, што је у том тренутку представљало највећи приход од појединачне продаје играча у историји клуба.

### Олимпијакос
Почетком јула 2019, Ранђеловић се прикључио екипи Олимпијакоса. За тај састав дебитовао је на првој утакмици другог кола квалификација за Лигу шампиона, против Викторије у Плзењу, када је на терен ушао уместо Јоргоса Масураса у 81. минуту.
Дана 12. септембра 2020. године, постигао је победоносни гол за Олимпијакос у финалу Купа Грчке против атинског АЕК−а, чиме је донео 28 трофеј домаћег купа за тим из Пиреја.
Олимпијакос је слао Ранђеловића на позајмице у шпанског друголигаша Леганес, као и у руске премијерлигаше Урал Јекатеринбург и Рубин Казањ.

## Репрезентација
Селектор младе репрезентације Србије, Горан Ђоровић, уврстио је Ранђеловића на списак играча за квалификационе утакмице против Македоније и Русије у септембру 2018. Ранђеловић је за тим дебитовао 7. септембра исте године, на сусрету са репрезентацијом Македоније, када је постигао други погодак свог тима у победи од 2-1, на стадиону Карађорђе у Новом Саду. Четири дана касније, Ранђеловић се нашао и у постави против селекције Русије на стадиону Нижњем Новгороду, када га је у 69. минуту утакмице на терену заменио Лука Аџић. Србија је победом од 2-1 изборила директан пласман на Европско првенство за играче до 21 године 2019. године. Свој други погодак за младу репрезентацију Србије, Ранђеловић је постигао на пријатељском сусрету са селекцијом Пољске, одиграној 26. марта 2019. у Грођиску Вјелкополском.

## Начин игре
Он је класично крило са страховитом брзином. Ове сезоне је посебно одскочио. Игра за младу репрезентацију Србије и одскаче играма у првенству. Интересантан је начин на који врши притисак на дефанзивце и осваја лопту. На најбољи начин користи брзину и може да игра на обе стране напада. То је повезано и са начином игре који његов тренер негује. Обично игра на левој страни, али може и десно. Није играч који ће лако предриблати противника у месту. Али када иде на ривала у пуној брзини, не оставља му много шансе. То је његова највећа снага. Даје голове на разне начине, има ту разноврсност. Није висок за скок игру, али воли да шутира са обе ноге. Лепа будућност је пред њим. Још је млад и јако добро се развија.

—Владан Милојевић, март 2019.
Ранђеловић је 178 центиметара високи нападач, који најчешће делује по крилу. Карактеришу га брзина и продорност, док у ситуацијама „1 на 1“ неретко користи дриблинг како би се ослободио чувара. Афирмисао се наступајући у Првој лиги Србије за екипу Динама из Врања, као уступљени играч, где га је у највећем делу сезоне 2017/18. тренирао Драган Антић. Постигавши 9 погодака те сезоне, Ранђеловић се нашао на другом месту клупске листе стрелаца, иза Закарије Сураке, чиме је допринео пласману клуба у Суперлигу Србије. Док је у млађим узрастима углавном наступао на десној страни терена, тренер Радничког из Ниша, Ненад Лалатовић, на отварању сезоне 2018/19. у Суперлиги Србије, доделио му је улогу по левом боку. Такође, на дебитантској утакмици у квалификацијама за Лигу Европе, исте сезоне, Ранђеловић је имао неколико продора по својој страни терена и једну асистенцију, док је због израженије десне ноге више пута улазио у средину и отварао простор за шут ка противничком голу.

## Трофеји
Олимпијакос
- Првенство Грчке: 2020.
- Куп Грчке: 2020.

## Статистика

#### Клупска
| Клуб                       | Сезона   | Лига              | Лига    | Лига   | Национални куп | Национални куп | Европа  | Европа | Остало  | Остало | Укупно  | Укупно |
| Клуб                       | Сезона   | Дивизија          | Наступа | Голова | Наступа        | Голова         | Наступа | Голова | Наступа | Голова | Наступа | Голова |
| -------------------------- | -------- | ----------------- | ------- | ------ | -------------- | -------------- | ------- | ------ | ------- | ------ | ------- | ------ |
| Јединство Бошњаце          | 2015/16. | Српска лига Исток | 21      | 1      | —              | —              | —       | —      | —       | —      | 21      | 1      |
| Радан Лебане               | 2016/17. | Српска лига Исток | 15      | 4      | 1              | 0              | —       | —      | —       | —      | 16      | 4      |
| Цар Константин (позајмица) | 2016/17. | Српска лига Исток | 8       | 1      | —              | —              | —       | —      | —       | —      | 8       | 1      |
| Динамо Врање (позајмица)   | 2017/18. | Прва лига Србије  | 26      | 9      | 0              | 0              | —       | —      | —       | —      | 26      | 9      |
| Раднички Ниш               | 2016/17. | Суперлига Србије  | 0       | 0      | —              | —              | —       | —      | —       | —      | 0       | 0      |
| Раднички Ниш               | 2017/18. | Суперлига Србије  | 1       | 0      | —              | —              | —       | —      | —       | —      | 1       | 0      |
| Раднички Ниш               | 2018/19. | Суперлига Србије  | 36      | 7      | 3              | 0              | 1       | 0      | —       | —      | 40      | 7      |
| Раднички Ниш               | Укупно   | Укупно            | 37      | 7      | 3              | 0              | 1       | 0      | —       | —      | 41      | 7      |
| Олимпијакос                | 2019/20. | Суперлига Грчке   | 0       | 0      | 0              | 0              | 1       | 0      | —       | —      | 1       | 0      |
| Каријера                   | Каријера | Каријера          | 107     | 22     | 4              | 0              | 2       | 0      | —       | —      | 113     | 22     |

- Ажурирано 24. јула 2019. године.[40]